# Erodiophyllum
Erodiophyllum é um género botânico pertencente à família Asteraceae.